# Apha huabeiana
Apha huabeiana är en fjärilsart som beskrevs av Yang 1978. Apha huabeiana ingår i släktet Apha och familjen Eupterotidae. Inga underarter finns listade i Catalogue of Life.